# Helophilus sapporensis
Helophilus sapporensis är en tvåvingeart som beskrevs av Matsumura 1911. Helophilus sapporensis ingår i släktet kärrblomflugor, och familjen blomflugor. Inga underarter finns listade i Catalogue of Life.